# Спинеда
Спинѐда (на италиански и на местен диалект: Spineda) е село и община в Северна Италия, провинция Кремона, регион Ломбардия. Разположено е на 23 m надморска височина. Населението на общината е 607 души (към 2017 г.).